# روأنوك (إلينوي)
روأنوك (بالإنجليزية: Roanoke, Illinois)‏ هي منطقة سكنية تقع في الولايات المتحدة في مقاطعة وودفورد، إلينوي. يقدر عدد سكانها بـ 1,994 نسمة .

## الموقع الجغرافي
الموقع الجغرافي للمناطق المحيطة بهذه النقطة هو كالتالي:

## أعلام
- فرانك فرانتز